# Джон Енсайн
Джон Ерік Енсайн (англ. John Eric Ensign; нар. 25 березня 1958, Розвелл , Каліфорнія) — американський політик, з 1995 по 1999 він був членом Палати представників від штату Невада, з 2001 по 2011 — сенатором США. Член Республіканської партії.
Навчався в Університеті штату Орегон (бакалавр, 1981) і Університеті штату Колорадо (доктор ветеринарної медицини, 1985). Вів ветеринарну практику, володів двома лікарнями для тварин до приходу в політику.